# Uriminzokkiri
Uriminzokkiri (en hangeul : 우리민족끼리, litt. « Nous, parmi les nations ») est un site web du gouvernement de la Corée du Nord qui publie des articles de l'agence centrale de presse nord-coréenne,,. Il communique également sur Twitter, YouTube et Flickr. Ses serveurs sont localisés en Chine.

## Histoire
En août 2010, Uriminzokkiri lance des comptes YouTube, Facebook et Twitter dans le but d'améliorer l'image de la Corée du Nord dans le monde. Le site maintient un compte sur la plate-forme de vidéo chinoise Youku sur laquelle il a mis en ligne plus de 14 000 vidéos.
Le 18 septembre 2012, Uriminzokkiri met en ligne une vidéo contenant une image modifiée à l'ordinateur de la présidente élue sud-coréenne Park Geun-hye en train de danser sur l'air de Gangnam Style. La vidéo se moque également d'elle comme étant une admirative inconditionnelle de la restauration d'octobre (en) et du régime autocratique de son père Park Chung-hee,.
Le 5 février 2013, une vidéo présentant la ville de New York en flammes est retirée de YouTube après une plainte pour violation de droits d'auteur d'Activision en raison de l'utilisation d'images de Call of Duty: Modern Warfare 3,. Le 19 mars 2013, une nouvelle vidéo de propagande nord-coréenne mise en ligne sur la chaîne YouTube d'Uriminzokkiri montre des bâtiments du gouvernement des États-Unis à Washington, dont la Maison-Blanche et le Capitole, détruits par une attaque de missiles.
Le 13 avril 2013, un groupe de pirates informatiques Anonymous prétend avoir dérobé 15 000 mots de passe d'utilisateurs dans le cadre d'une cyberattaque contre la Corée du Nord. Quelques heures plus tard, Anonymous revendique le piratage du site internet Uriminzokkiri et de ses comptes Twitter et Flickr,.
Le 21 mai 2013, Uriminzokkiri affirme que la menace de la Corée du Nord d'attaquer la Maison Bleue (par utilisation de drones aériens au lieu des missiles sol-sol) est destinée à utiliser les « caractéristiques du terrain pour la couverture ». Il souligne également que les drones sont capables de frapper le bâtiment en moins de trois minutes grâce à leur vitesse de 925 km/h. Le site internet se vante aussi que les drones nord-coréens sont capables d'attaquer le bâtiment du Commandement de la Défense de la Capitale situé au sud du mont Gwanak dans le sud de Séoul. Le gouvernement de la Corée du Sud ignore ces provocations, tout comme il l'avait fait en 2010 avant le naufrage de la corvette Cheonan.
Le 24 mars 2014, plusieurs semaines après l'expulsion du missionnaire australien John Short de Corée du Nord pour des actes religieux « anti-étatiques », Uriminzokkiri publie un article utilisant des termes et des références bibliques pour décrire le pays comme un paradis utopique. Intitulé « La Corée est un paradis humain dans lequel Jésus n'aurait rien à faire même s'il venait », l'article dépeint la Corée du Nord comme une terre disposant de soins de santé gratuits, d'une éducation gratuite et libre de tout impôt grâce à Kim Jong-un. Il affirme que son titre est une citation directe d'un célèbre personnage religieux américain qui a visité la Corée du Nord mais qui n'est pas nommé dans l'article.
Le 9 septembre 2017, la chaîne de propagande nord-coréenne Uriminzokkiri présente sur YouTube a été clôturée. Cet événement a eu lieu peu après le sixième essai nucléaire nord-coréen. Cette chaîne publiait presque quotidiennement des extraits de journaux télévisés, de la musique, ainsi que des dessins animés diffusés sur la Télévision centrale coréenne.